# Durova lestvica
Durova lestvica je zaporedna skupina osmih tonov s ponovitvijo prvega (osnovnega). Za durovo lestvico pravimo, da je »trda«, v nasprotju  z molovo, ki je »mehka«.
Durovih lestvic je skupaj 15. Sedem jih je z višaji (#), sedem z nižaji (b) in C-durova lestvica imenovana tudi osnovna durova lestvica. V vsaki durovi lestvici je osem zaporednih tonov (zadnji je oktavna ponovitev prvega, kar pomeni, da je za eno oktavo višji, kot je začetni ton lestvice). Pri lestvicah, ki imajo prvi (posledično tudi zadnji) ton zvišan ali znižan, se predznak pred zadnjim tonom ne prišteje k seštevku predznakov, saj je ponovitev prvega tona (v As-duru nižaji sledijo po vrsti tako: as, "b", des, es, as - ima tri nižaje, saj sta prvi in zadnji enaka).

## Stopnje
Vsak posamezni ton pa je stopnja - torej imamo osem stopenj, ki imajo svoja imena, označimo pa jih z rimskimi številkami.
| Stopnja | Ime                    | Oznaka | Primer v C-duru |
| ------- | ---------------------- | ------ | --------------- |
| I       | Tonika                 | T      | c1              |
| II      | Subdominantna paralela | Sp     | d1              |
| III     | Dominantna paralela    | Dp     | e1              |
| IV      | Subdominanta           | S      | f1              |
| V       | Dominanta              | D      | g1              |
| VI      | Tonična paralela       | Tp     | a1              |
| VII     | Vodilni ton            | V. t.  | h1              |
| VIII    | Tonika 2               | T2     | c2              |

Opomba: Glavne stopnje so označene krepko, stranske pa z normalnim oblikovanjem.
Sama durova lestvica je sestavljena iz dveh tetrakordov (dva krat po štiri tone). Prvi (Tonični) je od c do f, drugi (Dominantni) pa od g do drugega c. Vmes je celotonski presledek. Vidimo, da sta popolnoma enaka.

## Razdalje
Eno izmed značilnosti, ki jih vsebuje lestvica so celi in poltoni. Celi ton je takrat, ko je med dvema sosednjima tonoma še en ton, polton pa je takrat, ko drugega tona ni. Če bi ga pa gledali kot intervalno razdaljo bi celi ton bil velika sekunda (v2), polton pa zvečana prima (zv1), oz. mala sekunda (m2). To pomeni, da sta med III. in IV. ter VII. in VIII. stopnjo poltona, med vsemi ostalimi stopnjami pa so celi toni.
Celi in poltoni si torej v durovi lestici sledijo takole:
| Od  | Do   | Razdalja |
| --- | ---- | -------- |
| I   | II   | Cel ton  |
| II  | III  | Cel ton  |
| III | IV   | Polton   |
| IV* | V    | Cel ton  |
| V   | VI   | Cel ton  |
| VI  | VII  | Cel ton  |
| VII | VIII | Polton   |

* Ta je nastal ob združitvi dveh tetrakordov.

## Kvintni krog
Kvintni krog nam prikazuje zaporedje durovih lestvic z višaji in nižaji. Da dobimo naslednjo durovo lestvico z višaji gremo vedno za čisto kvinto (č5) navzgor, tako da se tonika nove tonalitete nahaja vedno na dominanti prejšnje (C - G - D ...). Za lestvice z nižaji pa gremo čisto kvinto (č5) navzdol (C - F - B ...).